# Tempel van Moet

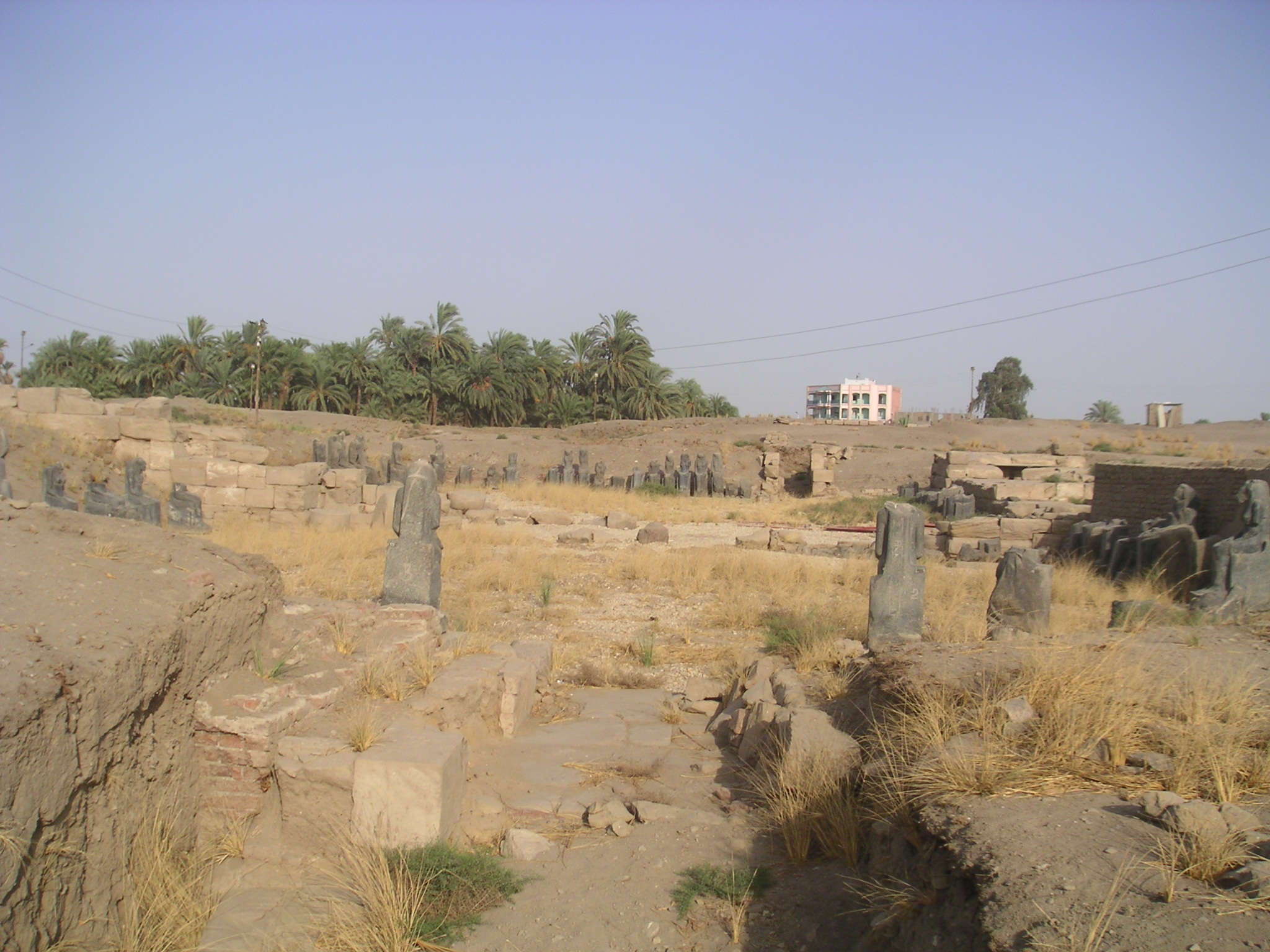
Zicht vanuit de tempel van Mut op de Sekhmet-beelden

De Tempel van Moet is opgericht voor de moedergodin Moet, de vrouw van Amon. De tempel ligt buiten de omheining van het Amoncomplex in Karnak. Ze is verbonden met het complex via een sfinxenlaan (dromos) van ongeveer 400 meter. De tempel is in zeer slechte staat en gesloten voor het publiek. Opmerkelijk is de versiering van de tempel met honderden beelden van de leeuwgodin Sechmet.

## Geschiedenis van de tempel
In het Middenrijk was hier een oudere tempel opgericht, maar deze werd in het Nieuwe Rijk vervangen door Hatsjepsoet en Amenhotep III. In latere tijden werd er bijgebouwd door Taharqa en Nectanebo I. De gigantische poort werd gedecoreerd door Ptolemaeus II en Ptolemaeus III. De tempel is grotendeels beschadigd in 1840 bij het bouwen van een fabriek. In 1976 zijn er grote opgravingen verricht door het Detroit Museum.

## Architectuur
De tempel is omgeven door een muur van 250 op 350 meter. In het noorden van de muur ligt de toeganspoort. Voor die poort liggen twee sfinxenlanen: de ene is 400 meter en leidt naar de Tempel van Amon, de andere naar de Luxortempel. Als je door de pyloon gaat, kom je uit op de eerste binnenhof waar verschillende Sechmetbeelden staan. Dan volgt de tweede pyloon die toegang geeft tot het tweede binnenhof. Deze bevat een kiosk van Taharqa en is omgeven door Hathorzuilen. Hierna volgt het allerheiligste.

## Bijgebouwen
Naast de tempel van Moet ligt een heilig meer en hier zijn restanten gevonden van een tempel van Ramses III en een tempel voor Chonsoepachred.